# Parker (Floryda)
Parker – miasto w Stanach Zjednoczonych, w stanie Floryda, w hrabstwie Bay.